# Lada Terra
Lada Terra es una gran región elevada de Venus ubicada en la zona del polo sur que se extiende desde los 300° E hasta los 120° E y desde los 60° S hasta los 80° S presentando unos 8.615 km de diámetro y que se caracteriza por una elevada concentración de coronas.
En Lada Terra se desarrollan zonas de depresiones entrecruzadas y colinas, típicas de las tesseras. La estructura más representativa de esta zona es una gran corona denominada Quetzalpetlatl Corona de unos 850 km de diámetro que se localiza en la parte occidental, también existen coronas más pequeñas que se disponen en patrones lineales. Otras coronas representativas de esta región son Eithinoha Corona y Otygen Corona.
Las relaciones transversales distintivas que se encuentran en el lecho de Lada Terra han sido importantes para comprender las edades relativas de los cinturones y coronas extensionales, así como las complejas características de las teselas presentes en todo el planeta. En 1990, el Venus Radar Mapper reveló el sistema de canales de salida más grande del planeta ubicado en la región norte de Lada Terra.
Hacia el noreste y noroeste limita con las tierras bajas de Lavinia Planitia y Aino Planitia.

## Galería

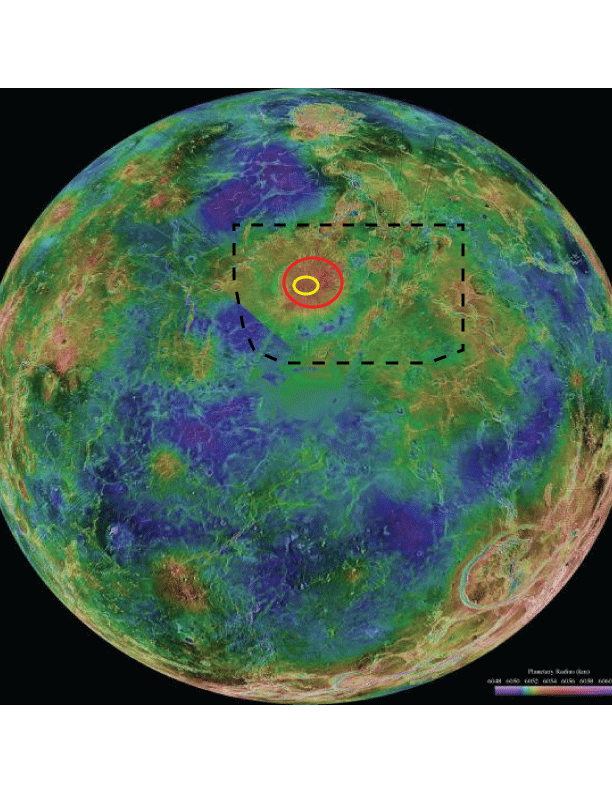
Una vista del hemisferio sur de Venus. Cuadrángulo V-56 bordeado por líneas discontinuas negras. El Quetzalpetlatl Corona está delineado en rojo y la Boala Corona interior en amarillo. Imagen de fondo proporcionada por NASA/JPL.
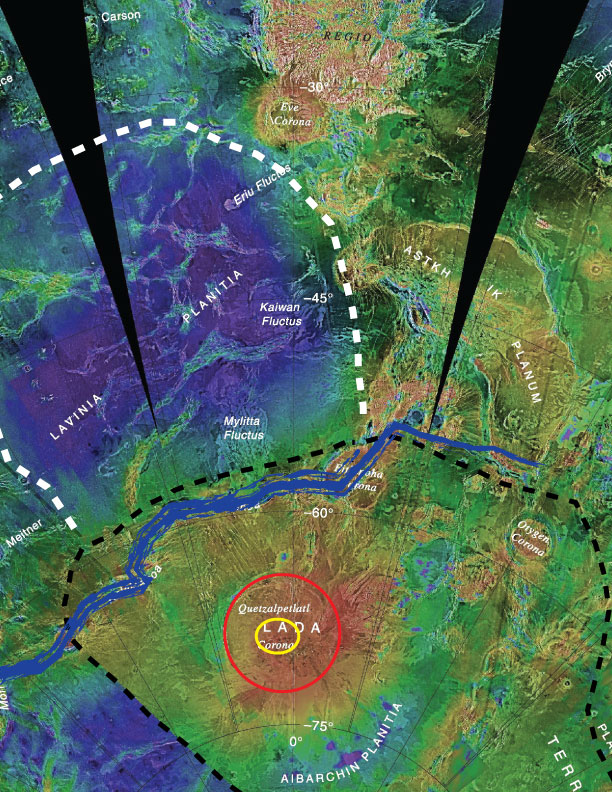
Vista ampliada de Lada Terra. La línea discontinua negra limita a Lada Terra mientras que la blanca encierra a Lavinia Planitia. El Quetzalpetlatl Corona está en rojo y el Boala Corona en amarillo. El cinturón Alpha-Lada se representa como una línea irregular de color azul claro. Imagen de fondo cortesía de NASA/JPL
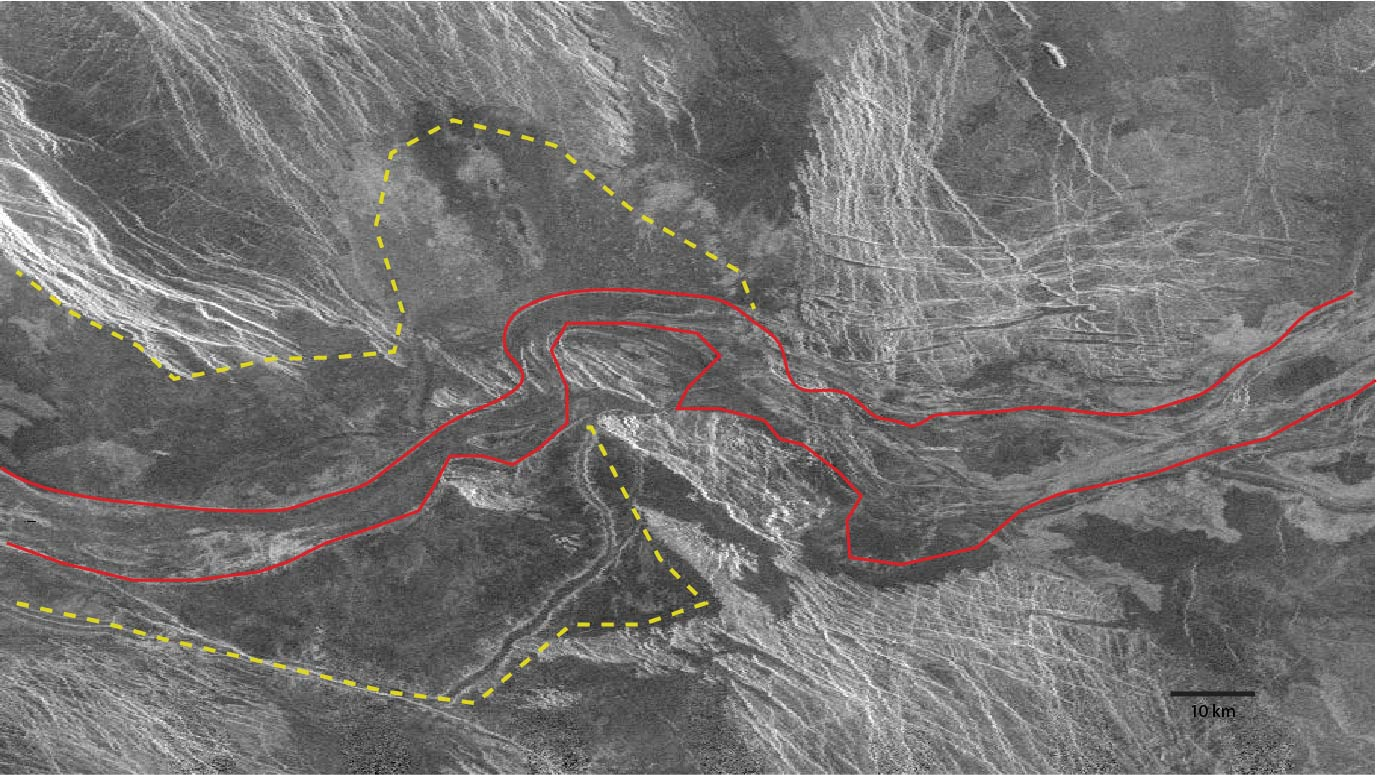
Canales de salida en Lada Terra, delineados en rojo con la extensión de flujo más joven representada como líneas discontinuas amarillas. El canal tiene unos 20 kilómetros de ancho. Lada Terra, hemisferio sur de Venus. Imagen de fondo proporcionada por NASA/JPL